# ۵۱۳ (میلادی)
۵۱۳ (میلادی) پانصد  و سیزدهمین سال تقویم میلادی است.

## درگذشتگان
‎